# Новоефановка
Новоефановка — хутор в Миллеровском районе Ростовской области. Входит в состав Колодезянского сельского поселения.

## География
На хуторе имеется одна улица:  Степная.

## Население
| 2010 |
| ---- |
| 17   |